# 刘晓武
刘晓武（1966年—），湖南长沙人，汉族，中华人民共和国政治人物、第十一届全国人民代表大会湖南地区代表。
毕业于中国人民大学涉外经济学专业，是中共党员。担任湖南省株洲市委委员、株洲市江山生物科技有限公司董事长。2008年起担任全国人大代表。